# Província de Buenos Aires
Buenos Aires, en el text de la Constitució provincial: Província de Buenos Aires, és una de les vint-i-quatre jurisdiccions de primer ordre o «estats autogovernats» que conformen la República Argentina, un dels vint-i-quatre districtes electorals legislatius nacionals i una de les vint-i-tres províncies de l'Argentina que integren el país.
Està localitzada al centre-est del país, i abasta gran part de la regió pampeana. Limita al nord amb les províncies de Santa Fe i Entre Ríos, al nord-est amb el Riu de la Plata i la Ciutat Autònoma de Buenos Aires (que no pertany a la província), a l'est i sud amb el mar Argentí de l'oceà Atlàntic, al sud-oest amb Río Negro, a l'oest amb la província de la Pampa i al nord-oest amb la província de Córdoba.
La província es divideix en 135 partidos. Amb 17 569 053 habitants, segons el cens nacional del 2022, és la jurisdicció de primer ordre més poblada del país. Del total dels habitants, el 58,4% (10 275 184 persones) viuen a l'AMBA (Àrea Metropolitana de Buenos Aires), de la qual formen part quaranta partidos-municipis. A la resta de la província, anomenada «interior», hi viuen 7 293 869 d'habitants que representen el 41,5% de la població total. Dins de l'AMBA s'hi troba inclosa La Plata (la capital provincial) i tots els seus voltants (el Gran La Plata), que té 772 618 habitants. El partido més poblat és La Matanza, ubicat a l'AMBA, amb 1 837 774 habitants.
Amb una superfície de 307 571 km² és la segona jurisdicció de primer ordre més extensa, darrere de la de Terra del Foc, Antàrtida i Illes de l'Atlàntic Sud, que compta amb 1 002 445 km² (inclosos els territoris antàrtics i insulars en litigi). Amb 50,8 hab/km² aquesta és la tercera jurisdicció de primer ordre més densament poblada, darrere de la Ciutat Autònoma de Buenos Aires i la província de Tucumán.
Històricament, va ser la província més influent de l'Argentina, la qual cosa va provocar conflictes amb la resta de les províncies. No obstant això, va assegurar-se'n la prominència en la segona meitat del segle xix, en traslladar la capital nacional a la ciutat de Buenos Aires. Al segle xx, la província va liderar el creixement econòmic i demogràfic del país.